# 테스투도 대형

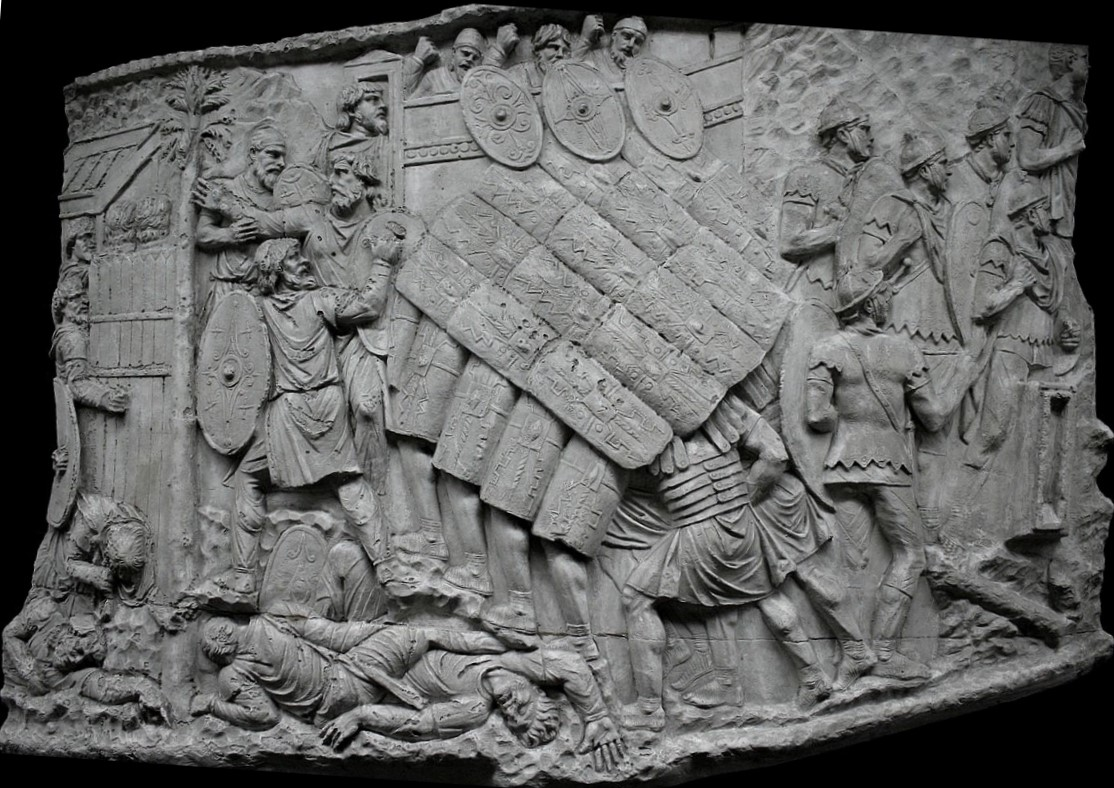
톨토이즈 대형을 한 로마 군단

테스투도 대형(영어: Testudo formation) 또는 톨토이즈 대형(영어: Tortoise formation)은 고대 로마 전쟁에서 로마 군단이 전투, 특히 포위 공격 중에 일반적으로 사용했던 방패벽 대형 중 하나이다. 방패로 둘러싸인 대형의 모습이 마치 거북의 모습을 연상하게 하여 거북이를 의미하는 테스투도 또는 톨토이즈라는 명칭이 붙었다.

## 형태

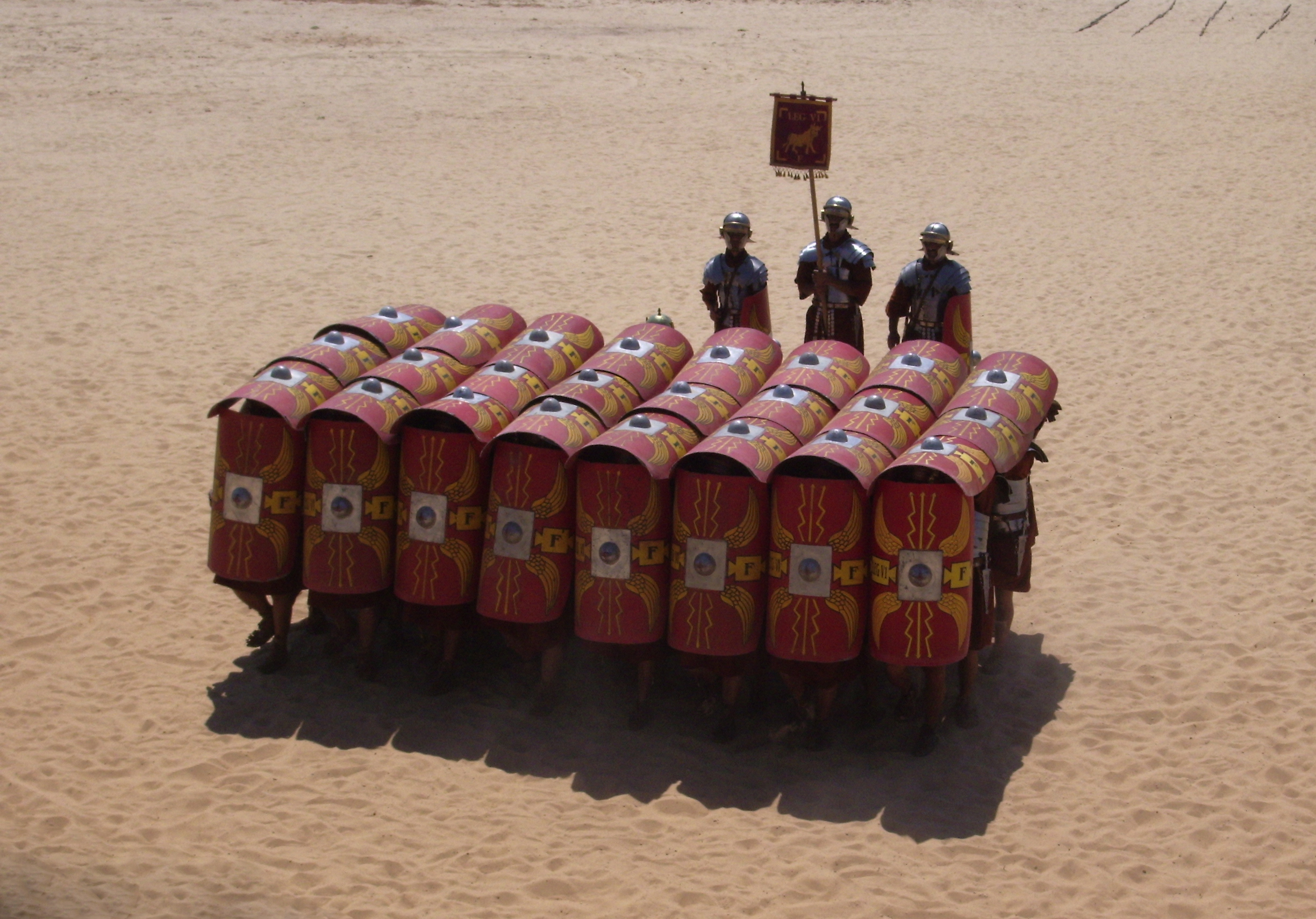
리인액트먼트 중 테스투도 대형을 재연하는 로마군

테스투도 대형은 방패를 정렬하여 대형(隊形)의 앞면과 위쪽이 방패로 뒤덮인 대형이다. 측면에 있는 병사들을 제외한 첫 번째 줄의 병사들은 방패를 정강이 높이에서 눈 까지 들어 대형의 전면을 형성했으며 측면에도 방패로 정렬하여 빈 틈이 없도록 했다. 뒤쪽에 있는 병사들은 위에서부터 대형을 보호하기 위하여 방패를 머리 위에 놓고 헬멧의 방패를 균형 있게 겹쳐서 배치했다. 필요에 따라 대형의 측면과 후방에 있는 병사들은 방패를 앞줄로 잡고, 옆 또는 뒤로 서서 대형의 측면과 후방을 보호할 수 있었다. 이로 인해 대형의 속도와 이동성은 감소했지만 적군의 화살 및 기타 미사일 공격으로부터 안전하게 방어할 수 있었다.
고대 그리스의 철학자였던 플루타르코스는 기원전 36년 파르티아 침공 당시 로마의 장군 마르쿠스 안토니우스가 사용한 이 대형을 다음과 같이 설명하기도 했다.

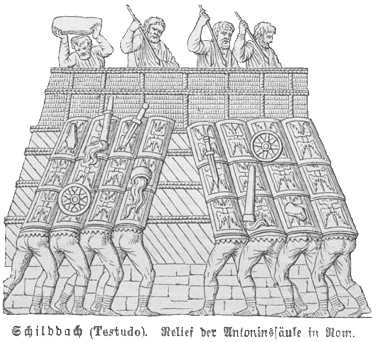
마르쿠스 아우렐리우스 원주에 새겨진 테스투도 대형

방패를 든 자들은 방향을 돌려 경무장한 군대를 그들의 대열 안에 둘러 싸이도록 하고 한쪽 무릎까지 내려앉은 다음, 방패로 방어막을 형성했다. 그들 뒤에 있던 남자들은 1열의 머리 위에 방패를 들고 있었고, 3열은 2열의 머리 위에 방패를 들고 있었다. 마치 지붕을 형성한 듯 한 그 대형은 정말 장관이었으며, 적들의 화살로부터 확실히 보호할 수 있었다.

## 활용

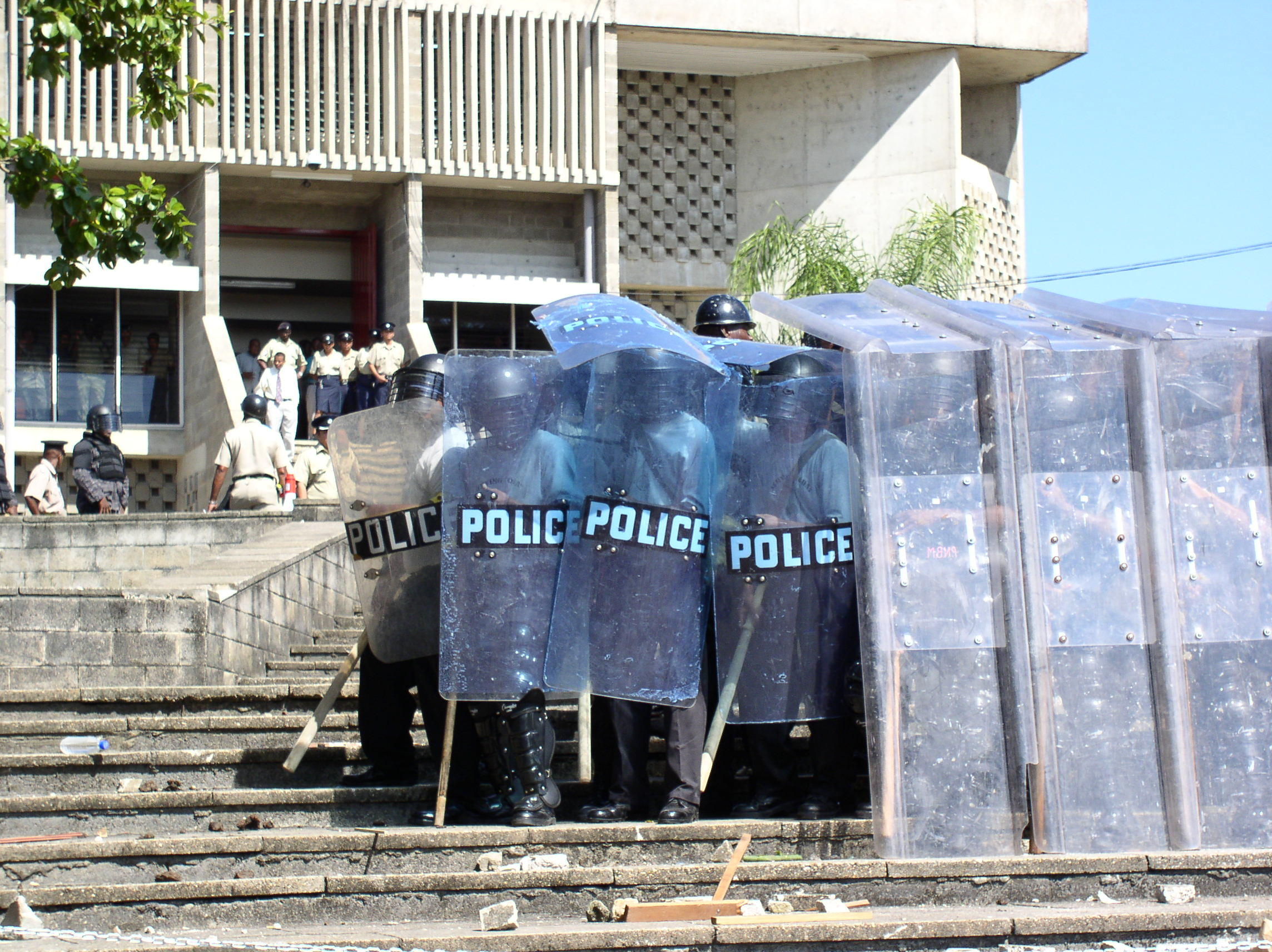
2005년 벨리즈의 시위를 진압하는 경찰

영국의 진압 경찰은 이 전술을 방어 대형과 소란 주모자를 색출하여 체포하는 "스내치 스쿼드(snatch squad)"로 사용하기도 한다. 이는 군중에서 물러나는 동안 표적이 된 대상을 삼켜 테스투도에 가둬두는 방식으로 활용됐다. 또한 2014년 우크라이나 키이우에서 열린 유로마이단의 시위를 진압하는 과정에서 베르쿠트 진압경찰은 자신들을 보호하기 위해 테스투도 대형을 사용했다. 이스라엘군과 미국의 조지 플로이드 시위대도 이 대형을 사용하는 것으로 알려져 있다.